# Matteo Lepore
Pour les articles homonymes, voir Lepore.
Matteo Lepore, né le 10 octobre 1980 à Bologne, est un homme politique italien, membre du Parti démocrate. Il est maire de Bologne depuis le 11 octobre 2021.

## Biographie
Matteo Lepore naît le 10 octobre 1980 à Bologne. Il grandit dans le quartier de Savena. Il fréquente le lycée classique Luigi Galvani et est diplômé en sciences politiques de l'Université de Bologne. En 2007, il obtient un master en relations internationales, après avoir effectué un stage à Bruxelles au Bureau de liaison avec les institutions européennes de la Région Émilie-Romagne. En 2008, il obtient un autre master en construction et urbanisme et en 2009 un autre en économie de la coopération, tous deux à l'Université de Bologne.
De 2008 à 2011, Matteo Lepore est responsable du secteur développement territorial, innovation et internationalisation de Legacoop Bologna. En 2010, il fait partie du comité technique d'organisation de la ville de Bologne à l'Expo 2010 de Shanghai.

### Carrière politique
Matteo Lepore devient membre des Démocrates de gauche (DS) en 1999, et en 2007, il fait partie des fondateurs du Parti démocratique (PD). Après l'élection municipale de 2011 avec la victoire de Virginio Merola, il est nommé conseiller municipal pour les affaires institutionnelles, les services démographiques, les relations internationales, la communication, le marketing urbain, l'innovation et le travail. Élu conseiller municipal également lors de l'élection de 2016, il est ensuite nommé conseiller pour la culture, le tourisme, le patrimoine, le sport et l'imaginaire civique, devenant ainsi l'un des plus proches conseillers de Virginio Merola et largement considéré comme son successeur le plus probable à la mairie.

#### Maire de Bologne
En 2021, Matteo Lepore annonce son intention de se présenter comme maire de Bologne lors des prochaines élections. En juin 2021, Matteo Lepore participe à l'élection primaire de la coalition de centre-gauche qui  choisit le candidat à la mairie de Bologne, il bat Isabella Conti, maire de San Lazzaro di Savena, avec 59,6 % des voix contre 40,6 %. Lors de l'élection municipale d'octobre 2021, il est élu maire au premier tour avec 61,9 % des voix, battant le candidat de centre-droit Fabio Battistini avec 29,6 %, et devenant le maire de Bologne le mieux élu depuis l'introduction des élections directes en 1995.